# Кривобалківський цвинтар (Одеса)
Кривобалківський цвинтар — одне з найстаріших кладовищ Одеси. Площа 2,8 га. Знаходиться в межах сучасного району Слобідка, в районі Кривої Балки. Обмежене вулицями Нежданової, Професора Коровицького, Юрія Касима та приватним сектором.
На цвинтарі збереглися старовинні козацькі хрести, склеп та курган. Поховання Кривобалковского цвинтаря офіційно не є об'єктом культурної спадщини, тому не виключно незабаром від нього не залишиться й сліду. На цвинтарі розміщеній пам'ятник, встановлений в 1976 році на братській могилі, в якій поховано 1760 воїнів, загиблих при обороні міста Одеса у 1941 році (ЗУ380-16-673).

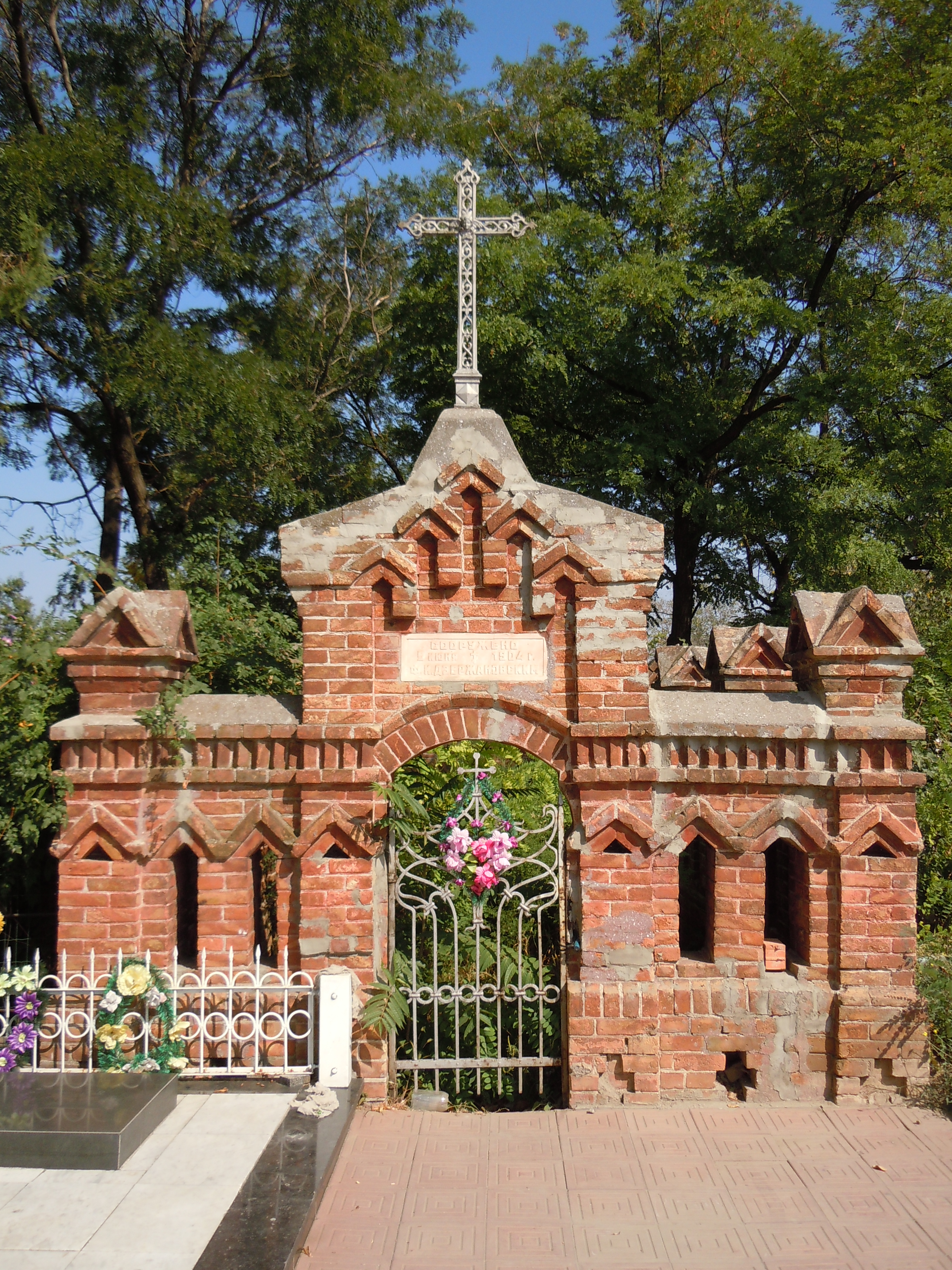
Старовинний склеп на цвинтарі

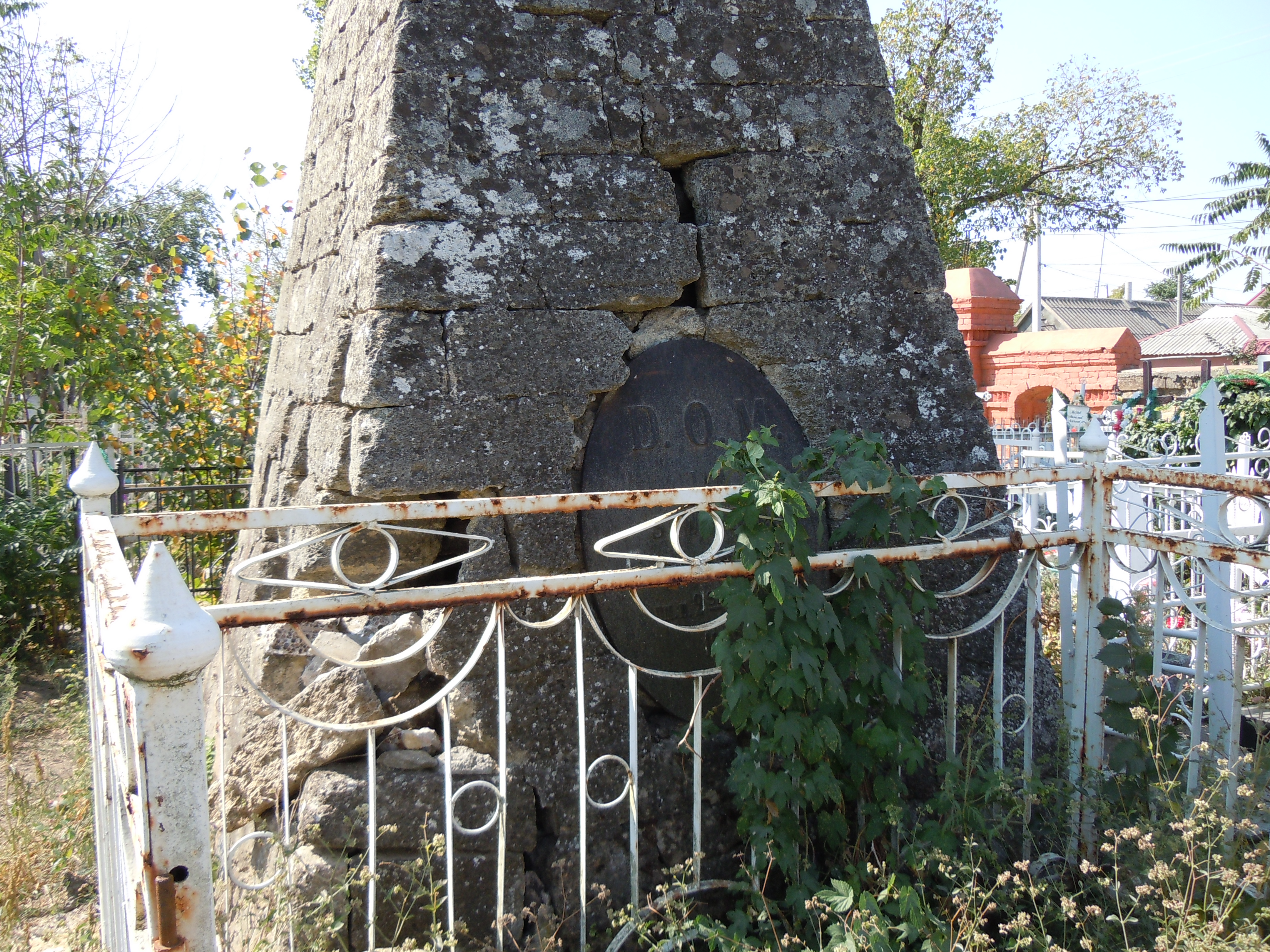
Гробівець Яна Совінського — польського історика та літературознавця